# التطوع الدولي
التطوع الدولي هو عندما يساهم المتطوعون بوقتهم للعمل في منظمات أو قضايا خارج بلدانهم الأصلية. يرتبط العمل التطوعي الدولي منذ فترة طويلة بالتنمية الدولية، بهدف تحقيق الفوائد للمجتمعات المضيفة. تظهر التوجهات أن التطوع الدولي قد اكتسب شعبية متزايدة في العديد من البلدان على مدى العقود القليلة الماضية. التطوع الدولي هو مصطلح واسع. يستخدم لتسجيل مواضيع مهارة متعددة السنوات، إضافةً إلى أدوار قصيرة المدى. أصبح مصطلح السياحة التطوعية شائعًا لوصف أنواع معينة من العمل التطوعي، الذي تنظمه الحكومات والجمعيات الخيرية ووكلاء السفر.

## التاريخ
على نطاق واسع، كانت معسكرات العمل بعد الحرب العالمية الأولى والخدمة التبشيرية المبكرة أول تعبير عن الخدمة الدولية. يمكن إرجاع التطوع الرسمي في الخارج إلى أكثر من مئة عام عندما أنشأ الصليب الأحمر البريطاني مخطط فرقة المساعدة التطوعية (VAD) في عام 1909. عمل متطوعو VAD، إضافةً إلى متطوعي العديد من منظمات الصليب الأحمر الوطنية الأخرى، في ساحات القتال في جميع أنحاء أوروبا والشرق الأوسط خلال الحرب العالمية الأولى لعلاج الجنود والمدنيين بصرف النظر عن الجانب الذي قاتلوا من أجله. أقامت إحدى المنظمات البارزة، وهي منظمة الخدمة المدنية الدولية، معسكرات عمل من عام 1920 شكلًا من أشكال المصالحة بعد الحرب، وتأسست رسميًا في عام 1934.
حتى منتصف القرن العشرين، كان يجري تنفيذ مشاريع التطوع في الخارج بنحو أساسي من قبل أشخاص لهم صلات مباشرة بقضية معينة، وكان يُنظر إليها بأنها قصيرة المدى بطبيعتها.يمكن ربط التأسيس الرسمي لمنظمات التطوع الدولية بمنظمات، مثل متطوعي أستراليا الدوليين (سابقًا برنامج المتطوعين للخريجين)، الذي تم تشكيله في عام 1951، والخدمات التطوعية الدولية في عام 1953 في الولايات المتحدة، والخدمات التطوعية في الخارج (VSO) في عام 1958 في المملكة المتحدة. مهدت هذه الخدمات وخدمات فيلق السلام الأمريكي (الذي تأسس في عام 1961 خلال إدارة كينيدي) الطريق لاعتراف أوسع بالتطوع في الخارج في السنوات اللاحقة. خلال الستينيات والسبعينيات من القرن الماضي، أصبحت حركة التطوع وبرامج الدراسة بالخارج شائعة بين طلاب الجامعات وخريجيها، وأطلقت الأمم المتحدة برنامج متطوعي الأمم المتحدة للمهنيين الشباب للمشاركة في برنامج خارجي طويل الأجل (سنتان أو أكثر).
في السنوات الأخيرة، زادت إمكانية التطوع الدولي للأمريكيين بنحو ملحوظ مع ربط العديد من الجمعيات الخيرية الأصغر بين المتطوعين والمنظمات غير الحكومية في البلدان النامية. يجري نحو نصف التطوع الدولي من الولايات المتحدة عن طريق المنظمات الدينية. تقدم شركات السفر الهادفة للربح أيضًا فرصًا تطوعية مدفوعة الأجر بنحو متزايد، وقد تزامن هذا النمو مع زيادة عدد الشباب الذين يقضون سنوات فراغ، وقد أطلق على ذلك اسم السياحة التطوعية، والعمل التطوعي للإشارة إلى العمل التطوعي قصير الأجل، الذي ليس بالضرورة أن يكون الغرض الوحيد من الرحلة. ومع ذلك، لا تزال هنالك العديد من الفرص المتوسطة، وطويلة الأجل للمتطوعين الدوليين الماهرين، مثلًا، الدور المعلن للمتطوعين في التصدي لوباء فيروس إيبولا في غرب إفريقيا. وفقًا لمسح السكان الحالي في الولايات المتحدة، فإن الأنشطة الأكثر شيوعًا التي ينخرط فيها المتطوعون في الخارج تشمل التدريس، وتوجيه الشباب، والانخراط في العمل العام، وتقديم المشورة، والرعاية الطبية، أو خدمات الحماية.

## الخصائص الديمغرافية للمتطوعين
لا تتوفر إحصائيات عالمية عن المتطوعين الدوليين. ولكن، يتطوع نحو مليون شخص من الولايات المتحدة في الخارج كل عام، نصفهم تقريبًا مدة تقل عن أسبوعين. وبالتالي، فإن العمل التطوعي قصير الأمد جذاب للكثيرين، إذ إنه يستهدف المسافرين الذين يرغبون في إحداث تغيير إيجابي في العالم، مع الاستمرار في تقديم تجربة سياحية. يستقطب التطوع شريحة واسعة من المجتمع، ولكن غالبية المتطوعين هم في العشرينيات والثلاثينيات من العمر، ربما بسبب التصورات بأن التطوع في الخارج يمثل نشاطًا أكثر خطورة. متوسط عمر متطوعي الخدمة التطوعية في الخارج (VSO) هو 38، ما يدل على مجموعة واسعة من المشاركة عبر الفئات العمرية. في الآونة الأخيرة، كانت هنالك زيادة في عدد المتطوعين من مواليد ما بعد الحرب العالمية الثانية. أحد التفسيرات المحتملة للزيادة، هو أن هؤلاء الأشخاص ينتقلون إلى مرحلة جديدة من الحياة، وقد يتحول تركيزهم نحو إيجاد أنشطة تعطي لحياتهم معنى جديدًا. كما هو الحال مع التطوع المحلي، فإن التطوع الدولي أكثر شيوعًا بين الحاصلين على تعليم عالٍ ومن الأسر ذات الدخل المرتفع.